# Schönspitzmaus

Verbreitungsgebiet der Schönspitzmaus

Die Schönspitzmaus (Sorex ornatus) ist ein im westlichen Nordamerika verbreitetes Säugetier in der Gattung der Rotzahnspitzmäuse. Sie ist eng mit der Wanderspitzmaus (Sorex vagrans) verwandt und wird in verschiedenen Abhandlungen mit einigen anderen Arten zur Untergattung Otisorex gezählt.

## Merkmale
Diese eher kleine Spitzmaus wird inklusive eines 32 bis 44 mm langen Schwanzes 89 bis 108 mm lang und 3 bis 7 g schwer. Es sind 12 bis 13 mm lange Hinterfüße und 6 bis 7 mm lange Ohren vorhanden. Das Fell hat allgemein auf der Oberseite eine braune Farbe, die bei nördlichen Populationen recht dunkel ist. Typisch ist der Schwanz mit dunkler Oberseite und heller Unterseite. Nach den Schneidezähnen folgen vier einspitzige Zähne, bei denen der dritte etwas kleiner als der vierte ist. Die sehr ähnlichen Arten Wanderspitzmaus und Dunkle Rotzahnspitzmaus (Sorex monticolus) haben eine andere Verbreitung.

## Unterarten
Mammal Species of the World listet folgende Unterarten:
- S. o. ornatus
- S. o. juncensis
- S. o. lagunae
- S. o. relictus
- S. o. salarius
- S. o. salicornicus
- S. o. sinuosus
- S. o. willetti

## Verbreitung und Lebensweise
Die Schönspitzmaus kommt hauptsächlich im Westen Kaliforniens und in angrenzenden Bereichen Mexikos auf der Halbinsel Niederkalifornien vor. Eine disjunkte Population lebt an der Südspitze der Halbinsel. Die Exemplare leben im Flachland und in Gebirgen bis 2000 Meter Höhe. Sie halten sich auf Grasflächen, auf Salzwiesen, in Gebüschflächen und am Rand von Wäldern auf. Diese Spitzmaus bevorzugt die Nähe von Wasserstellen.
Die Exemplare nutzen gelegentlich die Baue anderer Tiere als Versteck. Sie ernähren sich von kleinen bodenbewohnenden Insekten. Die Schönspitzmaus pflanzt sich vom Februar bis in den Sommer fort. Die Wurfgröße liegt bei drei bis fünf Neugeborenen.

## Gefährdung
Gebietsweise wirkt sich die Ausweitung menschlicher Siedlungen negativ aus. Die IUCN listet die Art aufgrund einer stabilen Gesamtpopulation als nicht gefährdet (least concern).